# Spirorbis strigatus
Spirorbis strigatus är en ringmaskart som beskrevs av Knight-Jones 1978. Spirorbis strigatus ingår i släktet Spirorbis och familjen Serpulidae. Arten har ej påträffats i Sverige. Inga underarter finns listade i Catalogue of Life.